# Evangelicalismo
El evangelicalismo o protestantismo  evangélico es un movimiento dentro del cristianismo protestante que promueve que la esencia del evangelio consiste en la doctrina de la salvación por gracia a través de la sola fe en la expiación de Jesucristo. Los evangélicos creen en la centralidad de la conversión o en la experiencia de «nacer de nuevo» cuando se recibe la salvación, en la autoridad de la Biblia como la revelación de Dios a la humanidad y en la difusión del mensaje cristiano. Hay unos 630 millones de fieles en todo el mundo.
A partir de 2016, se estimaba que había 619 millones de evangélicos en el mundo, lo que significa que uno de cada cuatro cristianos sería clasificado como evangélico. Los Estados Unidos tienen la mayor proporción de evangélicos en el mundo. Los evangélicos estadounidenses representan una cuarta parte de la población de esa nación y son su grupo religioso más grande. Como coalición transdenominacional, los evangélicos se pueden encontrar en casi todas las denominaciones y tradiciones protestantes, particularmente dentro de las iglesias Reformadas (Reformadas Continentales, anglicanismo, presbiteriana, congregacional), Hermanos de Plymouth, bautistas, metodistas (Wesleyano-Arminiano), luterana, morava, Iglesias Libres, menonita, cuáquera, pentecostal, carismática y no denominacionales.

## Orígenes
El movimiento evangélico ganó gran impulso en los siglos 
XVIII y XIX con el Primer y Segundo Gran Despertar, en Reino Unido y América del Norte, respectivamente. Sus orígenes se suelen trazar hasta el metodismo inglés, la Iglesia de Moravia (en particular, la teología de su obispo, Nicolaus Ludwig von Zinzendorf) y el pietismo luterano. Entre los líderes y principales figuras del movimiento evangélico se encuentran John Wesley, George Whitefield, Jonathan Edwards, Charles Spurgeon, John Stott, Martyn Lloyd-Jones, Willis C. Hoover Kirk,  William J. Seymour y Billy Graham.

## Uso
La palabra evangélico tiene sus raíces etimológicas en el latín tardío evangelĭcus, que deriva del griego εὐαγγελικός euangelikós, y en sus orígenes, fue utilizada solo como adjetivo derivado de la palabra «evangelio». En la actualidad, el término «engloba a iglesias y creyentes herederos de la tradición cristiana instituida por la reforma protestante del siglo XVI y sus posteriores avivamientos», por lo que incluye la mayoría de las confesiones de fe de inspiración cristiana excepto la Iglesia católica, las Iglesias ortodoxas Autocéfalas y la Iglesia Copta.
Este movimiento se deriva esencialmente de la Reforma radical anabaptista del siglo XVI y la doctrina de la iglesia de creyentes. Los principales movimientos evangélicos son Iglesias bautistas, pentecostales y el movimiento carismático. El evangelismo también está presente de manera más amplia en otras ramas protestantes. Algunas asociaciones cristianas evangélicas se agrupan en la Alianza Evangélica Mundial.
Durante la reforma, los teólogos protestantes acogieron el término en referencia a lo que ellos denominaban «la verdad del evangelio». Martín Lutero se refería a la evangelische Kirche (‘Iglesia evangélica’) para distinguir a los protestantes de los católicos. El término «evangélico» se sigue utilizando en la actualidad como sinónimo de protestante tradicional. Esto se refleja en los nombres de asociaciones como la Iglesia evangélica en Alemania (una unión de Iglesias luteranas y calvinistas), la Iglesia Evangélica Española y la Iglesia evangélica luterana en Estados Unidos.

## Características

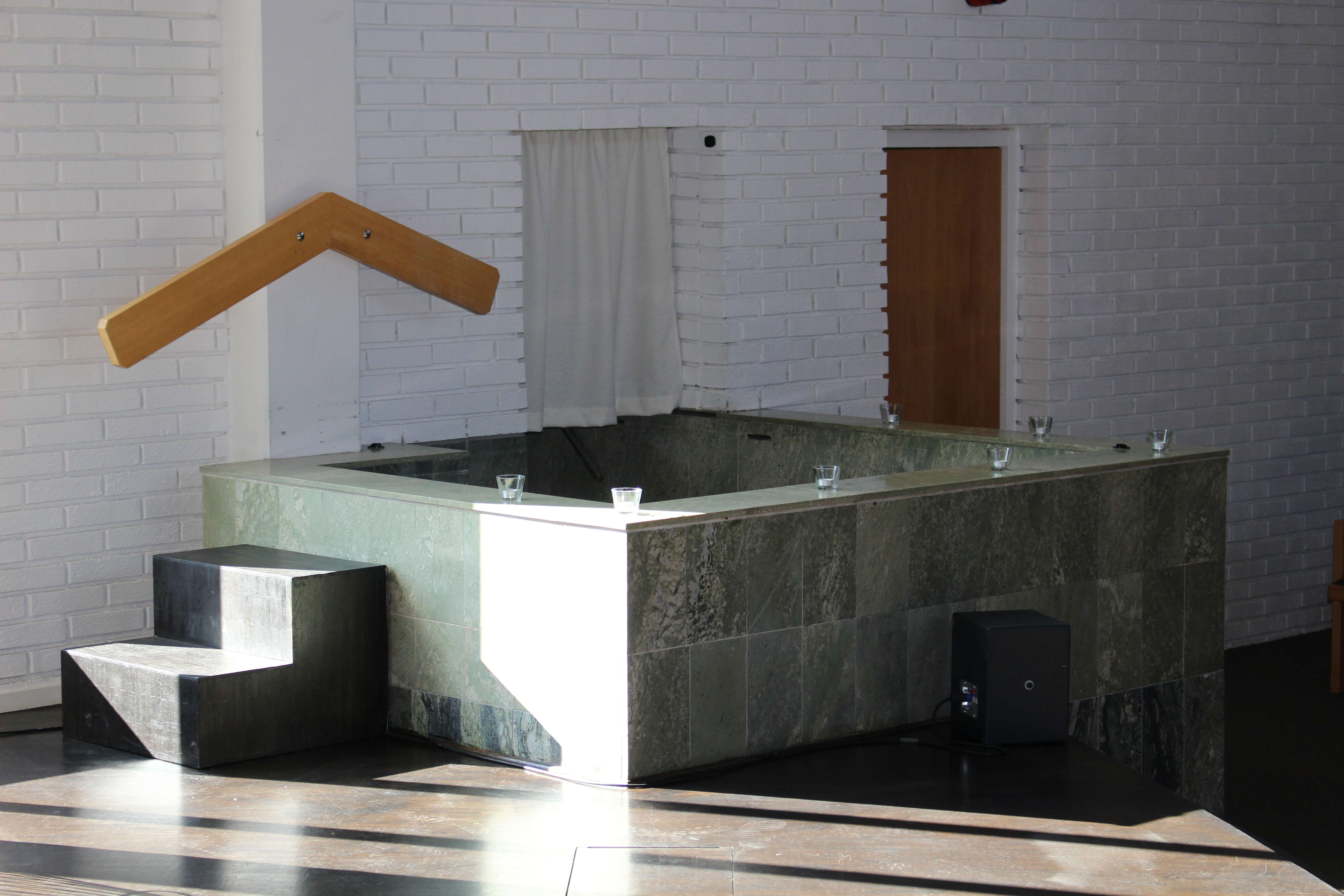
Bautisterio en la Iglesia pentecostal de Västerås, en Suecia, 2018.

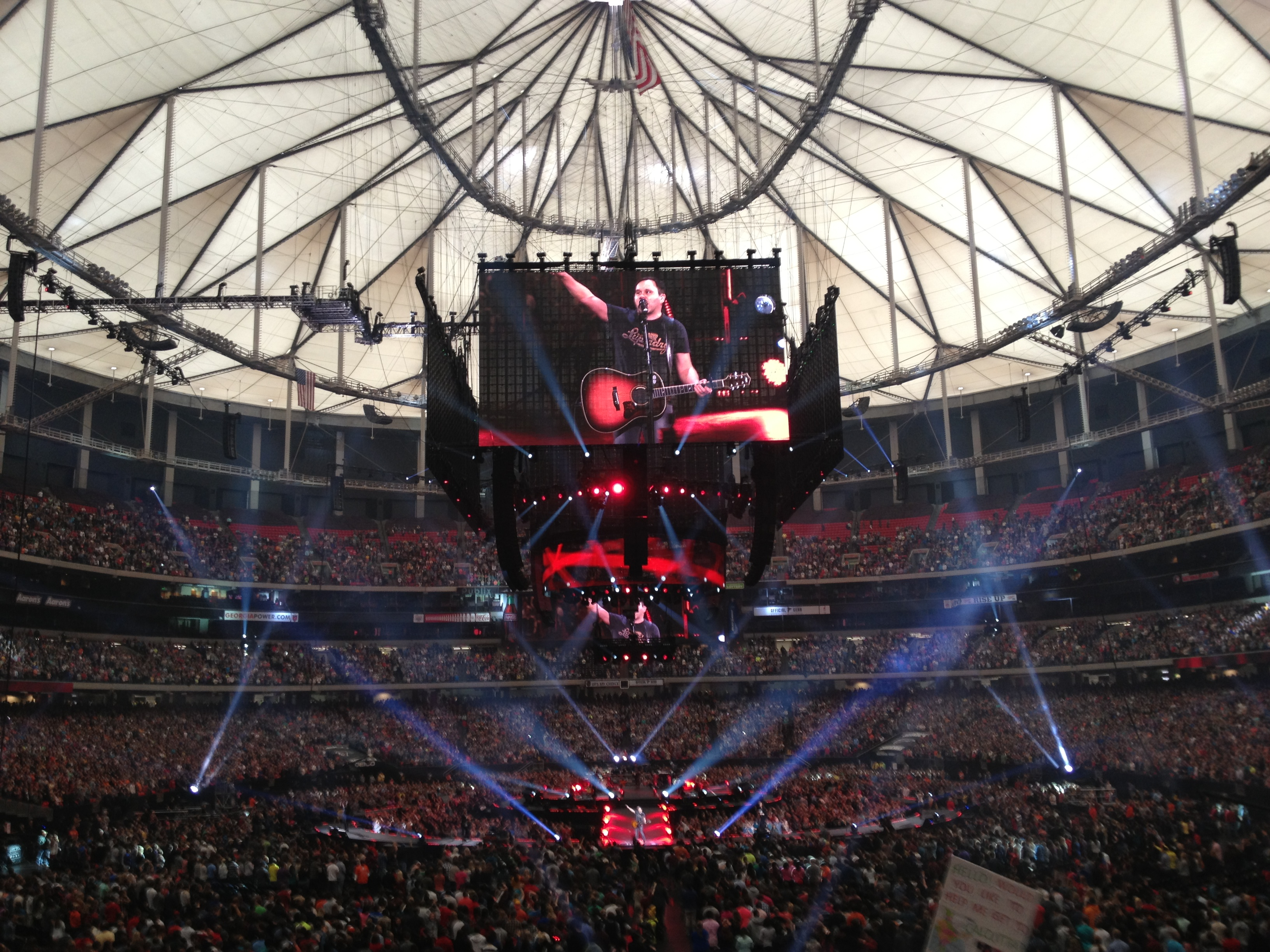
Passion Conferences, un festival de música en Georgia Dome en Atlanta, Estados Unidos, en 2013

La adhesión a la doctrina de la iglesia de creyentes es una característica común de la definición de una iglesia evangélica en el sentido específico.
Una de las definiciones aceptadas del evangelicalismo es la propuesta por el historiador David Bebbington. Bebbington apunta cuatro aspectos distintivos de la fe evangélica: conversionismo, biblicismo, crucicentrismo (y resurrección de Jesús ) y activismo que, según él, forman un cuadrilátero de prioridades que son la base del evangelicalismo.

## Diferencia entre evangelicalismo y protestantismo
La principal distinción entre iglesias evangélicas e iglesias  protestantes históricas, a pesar de tener un origen similar, es la doctrina de la iglesia de creyentes, aunque hay una «veta evangélica» más amplia en el protestantismo. Las iglesias protestantes tienen predominantemente una teología liberal mientras que las iglesias evangélicas tienen predominantemente una teología  conservadora, fundamentalista o  moderada.

## Creencias
Cada iglesia tiene una confesión de fe particular, y común si es miembro de una asociación cristiana.
La Alianza Evangélica Mundial fundada por las organizaciones evangélicas de 21 países, en la primera asamblea general en Woudschoten (Zeist) en los Países Bajos en 1951 estableció una confesión de fe común. Pero esta confesión de fe es resumida, ya que cada asociación cristiana evangélica tiene particularidades teológicas. 
A pesar de los matices en los diversos movimientos evangélicos, existe un conjunto similar de creencias para los movimientos adheridos a la doctrina de la Iglesia de creyentes, siendo los principales Anabautismo, Iglesias bautistas y Pentecostalismo. 
El cristianismo evangélico reúne diferentes movimientos de teología evangélica, las principales son conservadora fundamentalista o  moderada y liberal.
En los movimientos cristianos evangélicos que se adhieren a la doctrina de la Iglesia de creyentes, la excomunión es utilizada como último recurso por las asociaciones e iglesias para los miembros que no quieren arrepentirse de creencias o comportamientos en desacuerdo con la confesión de fe de la comunidad. El voto de los miembros de la comunidad puede restaurar a una persona que se ha arrepentido.

## Diversidad

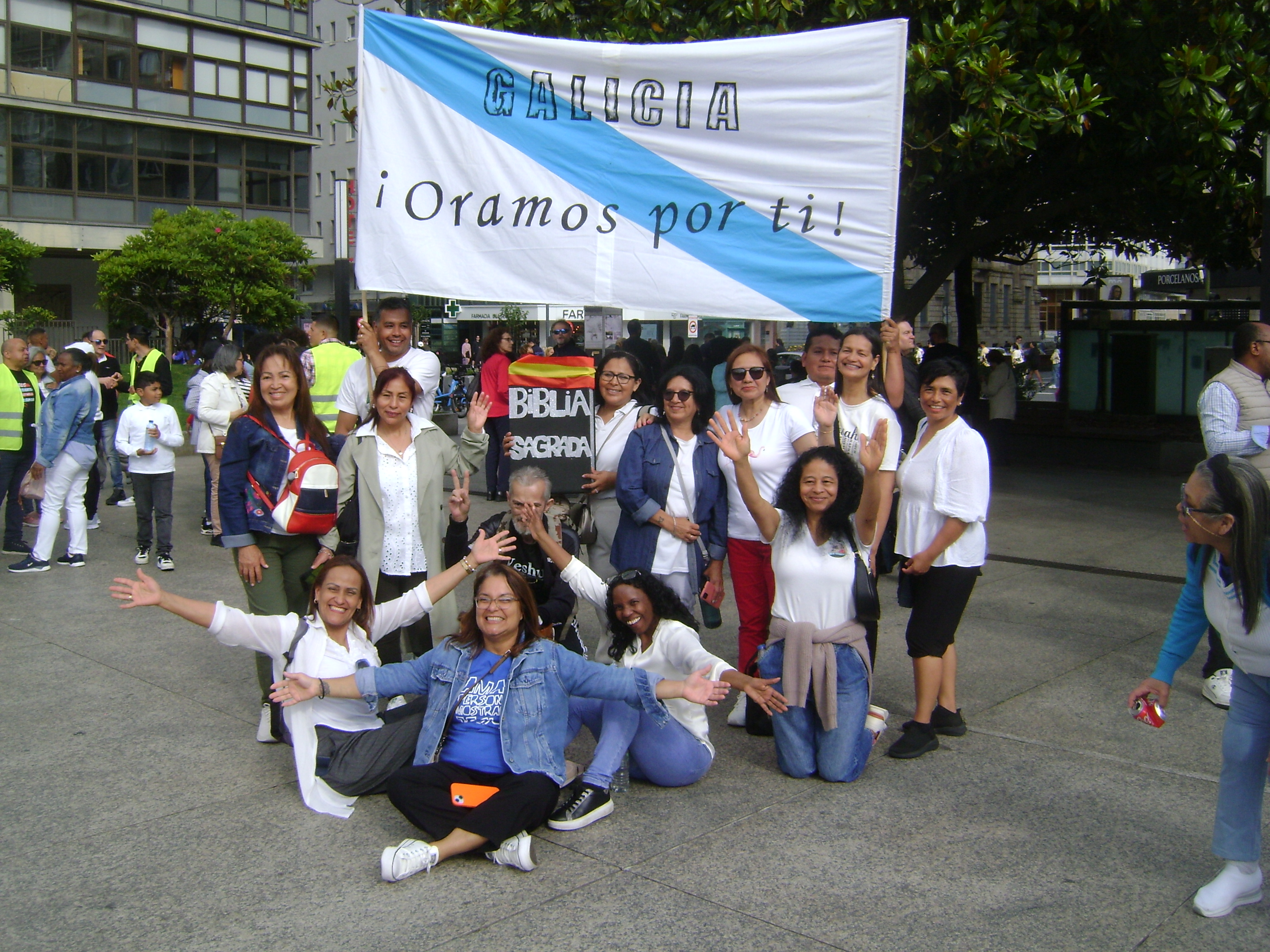
Grupo de evangélicos en La Coruña, Galicia, España.

Las tradiciones reformadas, bautistas, metodistas, pentecostales, iglesias de Cristo, Hermanos de Plymouth, protestantes carismáticos y protestantes no confesionales han tenido una fuerte influencia dentro del evangelicalismo contemporáneo. Algunas asociaciones anabautistas (como la Iglesia de los Hermanos) son evangélicas, y algunos luteranos se identifican como evangélicos. También hay anglicanos y cuáqueros evangélicos.
A principios del siglo XX, la influencia evangélica disminuyó dentro del protestantismo principal y el fundamentalismo cristiano se convirtió en un movimiento religioso distinto. Entre 1950 y 2000, se desarrolló un consenso evangélico predominante que buscaba ser más inclusivo y más culturalmente relevante que el fundamentalismo, mientras mantenía una enseñanza protestante teológicamente conservadora. Según Brian Stanley, profesor de Cristianismo mundial, este nuevo consenso de posguerra se denomina neoevangelicalismo, el nuevo evangelicalismo o simplemente evangelicalismo en Estados Unidos, mientras que en Gran Bretaña y en otros países de habla inglesa, se le denomina comúnmente evangelicalismo conservador. A lo largo de los años, los evangélicos menos conservadores han desafiado este consenso predominante en distintos grados. Tales movimientos han sido clasificados con una variedad de etiquetas, como progresista, abierto, postconservador y postevangélico.
Líderes evangélicos como Tony Perkins del Consejo de Investigación de la Familia han llamado la atención sobre el problema de equiparar el término derecha cristiana con el conservadurismo teológico y el evangelicalismo. Aunque los evangélicos constituyen la base electoral principal de la derecha cristiana en Estados Unidos, no todos los evangélicos se ajustan a esa descripción política. El problema de describir la derecha cristiana, que en la mayoría de los casos se confunde con el conservadurismo teológico en los medios seculares, se complica aún más por el hecho de que la etiqueta de conservador religioso o cristiano conservador se aplica a otros grupos religiosos que son teológicamente, social y culturalmente conservadores, pero que no tienen organizaciones políticas abiertamente asociadas con algunas de estas asociaciones cristianas, que suelen estar desvinculadas, desinteresadas, apáticas o indiferentes hacia la política. Tim Keller, teólogo evangélico y pastor de la Iglesia Presbiteriana en América, muestra que el cristianismo conservador (teología) precede a la derecha cristiana (política), y que ser un conservador teológico no implica ser un conservador político, que algunas opiniones políticas progresistas en torno a la economía, ayudar a los pobres, la redistribución de la riqueza y la diversidad racial son compatibles con el cristianismo teológicamente conservador. Rod Dreher, editor sénior de The American Conservative, una revista conservadora secular, también argumenta las mismas diferencias, llegando incluso a afirmar que un «cristiano tradicional», un conservador teológico, puede ser al mismo tiempo progresista en economía (progresista económico) e incluso socialista manteniendo creencias cristianas tradición.
Fuera de las asociaciones conscientemente evangélicas, hay una corriente más amplia de «evangelismo» en el protestantismo de línea principal. Las iglesias protestantes de línea principal tienen predominantemente una teología liberal mientras que las iglesias evangélicas tienen predominantemente una teología fundamentalista o conservadora moderada.
Algunos comentaristas han criticado que el Evangelismo como movimiento es demasiado amplio y su definición demasiado vaga para tener algún valor práctico. El teólogo Donald Dayton ha llamado a un «alto» en el uso del término. El historiador D. G. Hart también ha argumentado que «el evangelismo necesita ser abandonado como identidad religiosa porque no existe».

## Fundamentalismo Cristiano
El fundamentalismo considera la inerrancia bíblica, la virginidad de María, la expiación penal sustitutiva, la resurrección literal de Cristo y la segunda venida de Cristo como doctrinas fundamentales del cristianismo. El fundamentalismo surgió entre los evangélicos en la década de 1920 para combatir la teología modernista o liberal en las iglesias protestantes principales. Al no lograr reformar las iglesias principales, los fundamentalistas se separaron de ellas y establecieron sus propias iglesias, negándose a participar en organizaciones ecuménicas como el Consejo Nacional de Iglesias (fundado en 1950). También hicieron del separatismo (separación rígida de las iglesias no fundamentalistas y su cultura) una verdadera prueba de fe. La mayoría de los fundamentalistas son bautistas y dispensacionalistas o pentecostales y neopentecostales.
La palabra "bíblica" o "independiente" a menudo aparece en el nombre de la iglesia o asociación. Se reivindica la independencia de la iglesia y la afiliación a una asociación cristiana es poco frecuente, aunque existen asociaciones fundamentalistas. Las iglesias fundamentalistas también pueden estar en la misma asociación que las iglesias moderadas.  Se pone gran énfasis en la interpretación literal de la Biblia como el método principal de estudio de la Biblia así como la inerrancia bíblica y la infalibilidad de su interpretación. Se oponen a la justicia social y cualquier movimiento ecuménico con asociaciones que no tienen las mismas creencias.Las iglesias ponen gran énfasis en el diezmo obligatorio y amenazan a quienes no lo pagan con maldiciones del Antiguo Testamento, ataques del diablo y pobreza.   El activismo anti-LGBT es una causa particularmente importante para ellos y las declaraciones de odio contra las personas homosexuales son comunes.  La adhesión a las  teorías de la conspiración es común. 
Igualmente, aquel fundamentalismo no es presente en algunas iglesias evangélicas, poniendo como ejemplo a la iglesia de origen colombiano MCI.

## Milagros

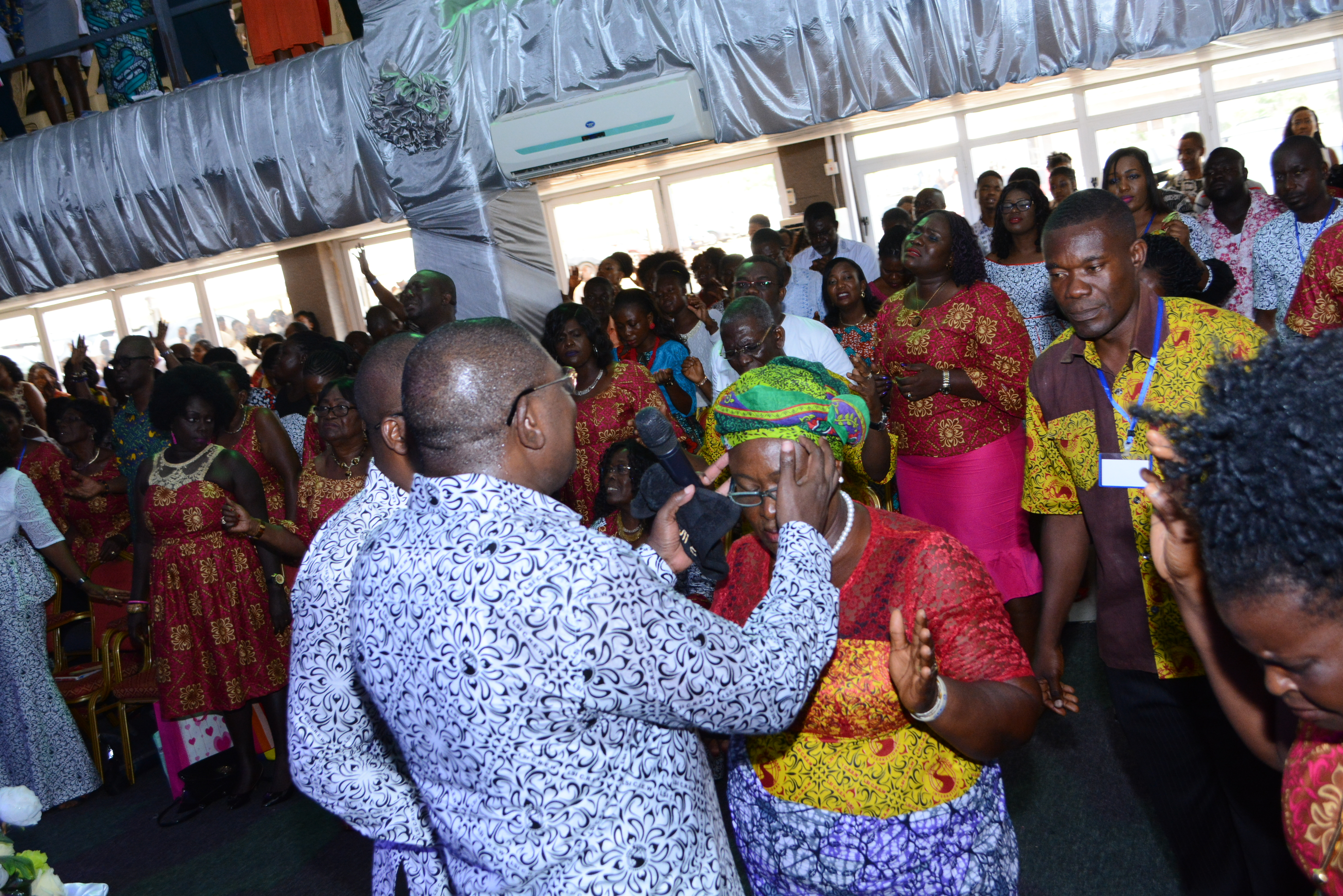
Imposición de manos para la curación en la iglesia Living Streams International Church, Acra, Ghana, 2018.

Para la mayoría de los cristianos evangélicos, la inerrancia bíblica  «asegura» que los milagros descritos en la Biblia son ciertos, siguen siendo relevantes y pueden estar presentes en la vida del creyente. Las curaciones, los éxitos académicos o profesionales, el nacimiento de un niño después de varios intentos, el final de una adicción, etc., serían ejemplos tangibles de la intervención de Dios con la fe y  oración, por el Espíritu Santo. En la década de 1980, el movimiento neo-carismático volvió a enfatizar los milagros y la curación por la fe. En ciertas iglesias, un lugar especial está reservado para  curaciones con imposición de manos durante el servicio o para campañas de evangelización. La curación por la fe o curación divina se considera una herencia de Jesucristo adquirida por su muerte y resurrección.

## Organizaciones

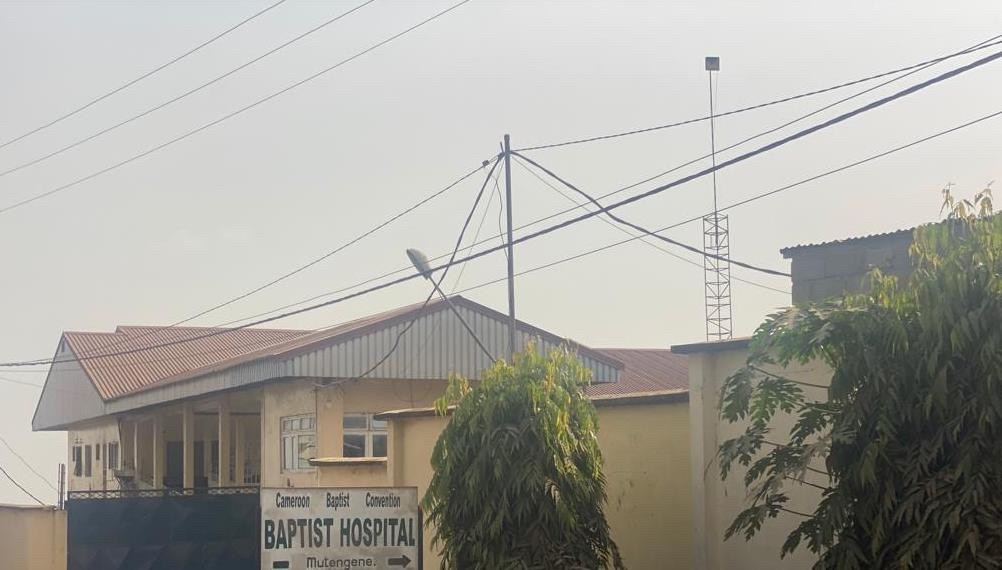
Baptist Hospital Mutengene (Tiko), miembro de la Convención Bautista de Camerún.

La Iglesia evangélica local es la organización que representa la Iglesia universal y es vista por los evangélicos como el cuerpo de Jesucristo. Ella es responsable de la enseñanza y las ordenanzas, a saber, el bautismo del creyente y la comunión. Aunque algunas iglesias reclaman su independencia, otras iglesias se consideran autónomas e interdependientes y eligen ser miembros de una asociación nacional e internacional de iglesias.  Esta relación de cooperación permite el desarrollo de organizaciones comunes, para la misión y áreas sociales, tales como ayuda humanitaria, escuelas, institutos teológicos y hospitales. Algunas asociaciones son miembros de una alianza nacional de la Alianza Evangélica Mundial, un intento de unir las diversas Iglesias.

### Ministerios
La gestión de la Iglesia está asegurada por los  ministerios evangélicos que son principalmente los diácono, líder de alabanza,  evangelista y  pastor. También pueden estar presentes otros ministerios, como el anciano con funciones similares a las de  pastor. En varias comunidades, la iglesia está dirigida por un consejo de ancianos, con un fuerte énfasis en la colegialidad. Cuando hay pastor, es solo uno de los miembros del consejo, sin autoridad superior. El ministerio de obispo con una función de supervisión sobre las iglesias a escala regional o nacional está presente en todas las asociaciones cristianas evangélicas, incluso si los títulos de presidente del consejo o supervisor general se utilizan principalmente para esta función. El término obispo se usa explícitamente en ciertas asociaciones. En algunas iglesias del movimiento nueva reforma apostólica, hay cinco ministerios; los de apóstol, profeta,  evangelista,  pastor, profesor.

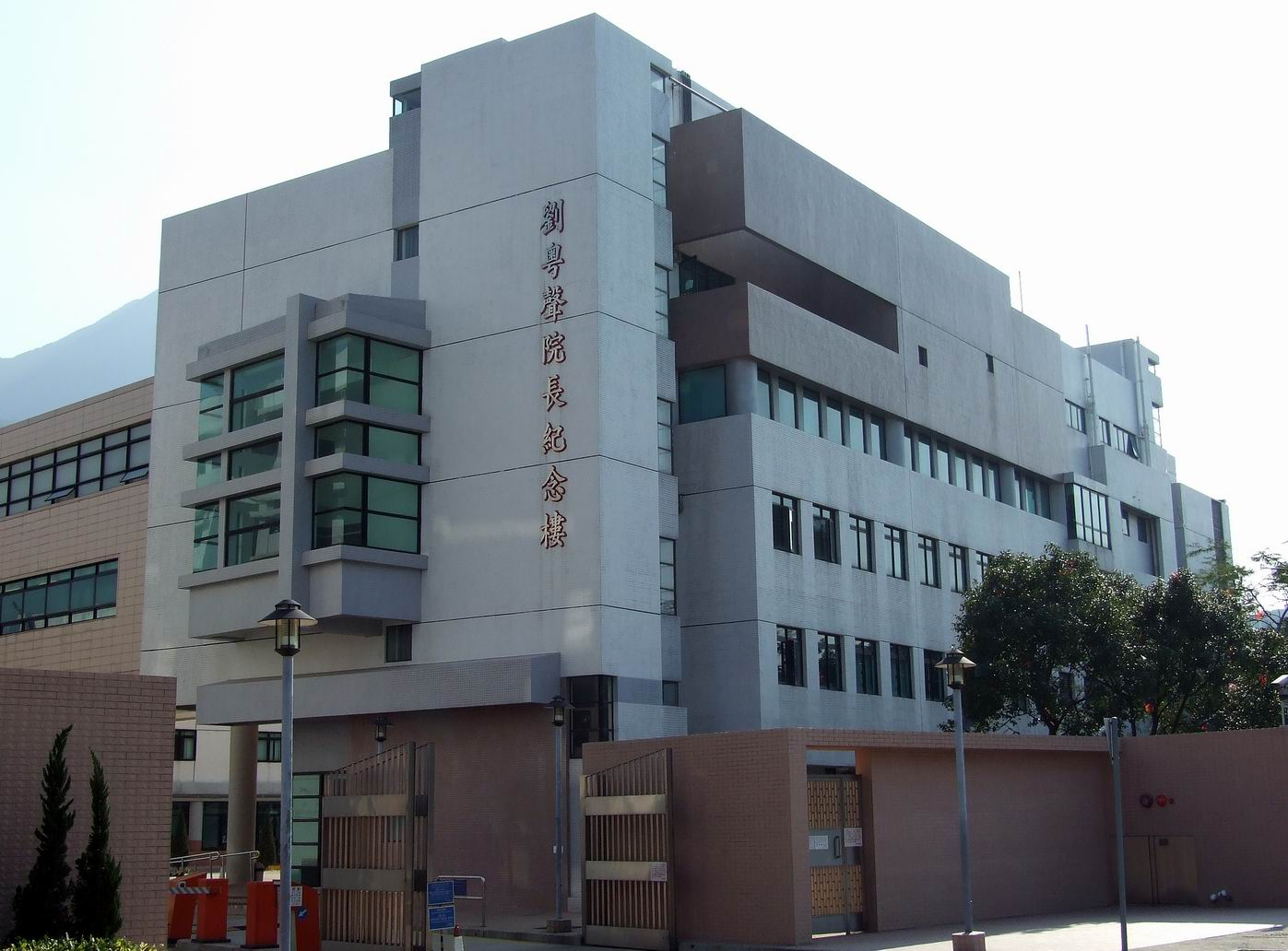
Seminario teológico bautista en Hong Kong, afiliado a la Convención Bautista de Hong Kong, 2008.

La capacitación de ministros se lleva a cabo en un colegio bíblico por un período de un año (certificado) a cuatro años (licenciatura o maestría) en teología evangélica. Los ministros pueden casarse y tener hijos. El pastor generalmente se ordena en una ceremonia llamada «consagración pastoral».
Algunas asociaciones evangélicas autorizan oficialmente el ministerio pastoral de mujeres en las iglesias. El ministerio femenino se justifica, entre otros pasajes bíblicos, por el hecho de que María Magdalena fue elegida por Jesús para anunciar su resurrección a los apóstoles. La primera mujer bautista que fue pastora consagrada es la estadounidense Clarissa Danforth en la asociación Bautista del libre albedrío en 1815. Posteriormente, también se llevaron a cabo otras ordenaciones de pastoras en varias asociaciones. En 1882, en las Iglesias Bautistas Americanas EE. UU.. En las Asambleas de Dios de los Estados Unidos, en 1927. En 1965, en la Convención Bautista Nacional, EE. UU.. En 1969, en la Convención Bautista Nacional Progresista. En 1975, en la Iglesia Cuadrangular, en 1996 en la Iglesia de Dios Ministerial de Jesucristo Internacional.

## Culto

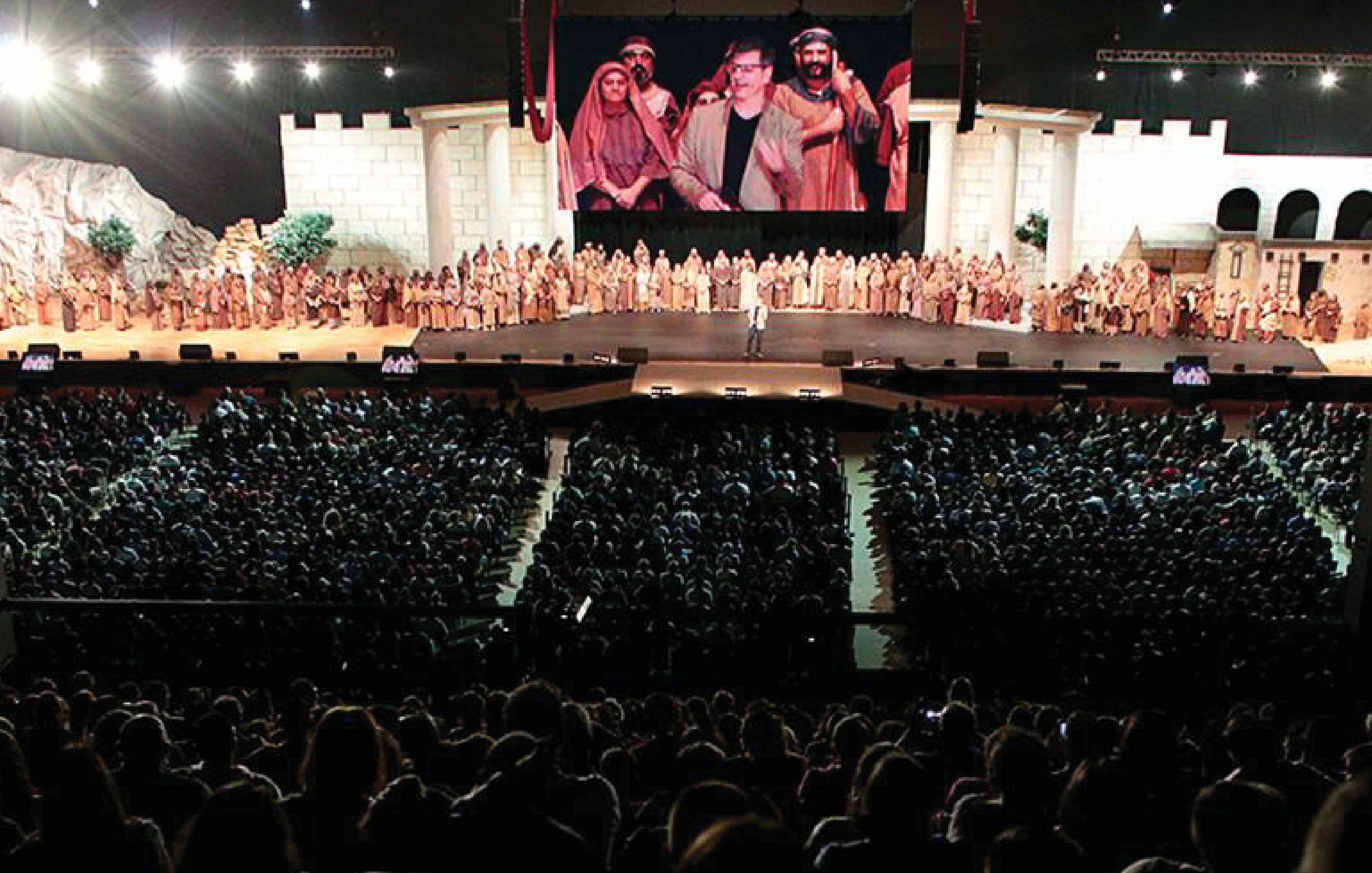
Espectáculo sobre la vida de Jesús durante un servicio en la Iglesia de la ciudad en São José dos Campos, afiliada a la Convención Batista Brasileña, 2017.

El servicio en las iglesias evangélicas se ve como un acto de adoración a Dios en la vida de la Iglesia. No hay liturgia, debido a que la concepción de la adoración es más informal. Por lo general, las iglesias evangélicas son administradas o dirigidas por un pastor. El servicio contiene dos partes principales, la alabanza (música cristiana) y el sermón, acompañada de la comunión periódica. Durante el servicio, generalmente hay una guardería para bebés. Niños y jóvenes reciben una educación adaptada, escuela dominical, en una sala aparte.
Para los evangélicos, hay tres significados interrelacionados del término adoración. Puede referirse a vivir un «estilo de vida agradable y centrado en Dios», acciones específicas de alabanza a Dios y un servicio público de adoración. La diversidad caracteriza las prácticas de adoración evangélica. Los estilos de adoración litúrgica, contemporánea, carismática y sensibles al buscador se pueden encontrar entre las iglesias evangélicas. En general, los evangélicos tienden a ser más flexibles y experimentales con las prácticas de adoración que las principales iglesias protestantes.
Las principales fiestas cristianas celebradas por los evangélicos son Navidad, Pentecostés (por la mayoría de las asociaciones evangélicas) y Pascua para todos los creyentes.

### Lugares de culto

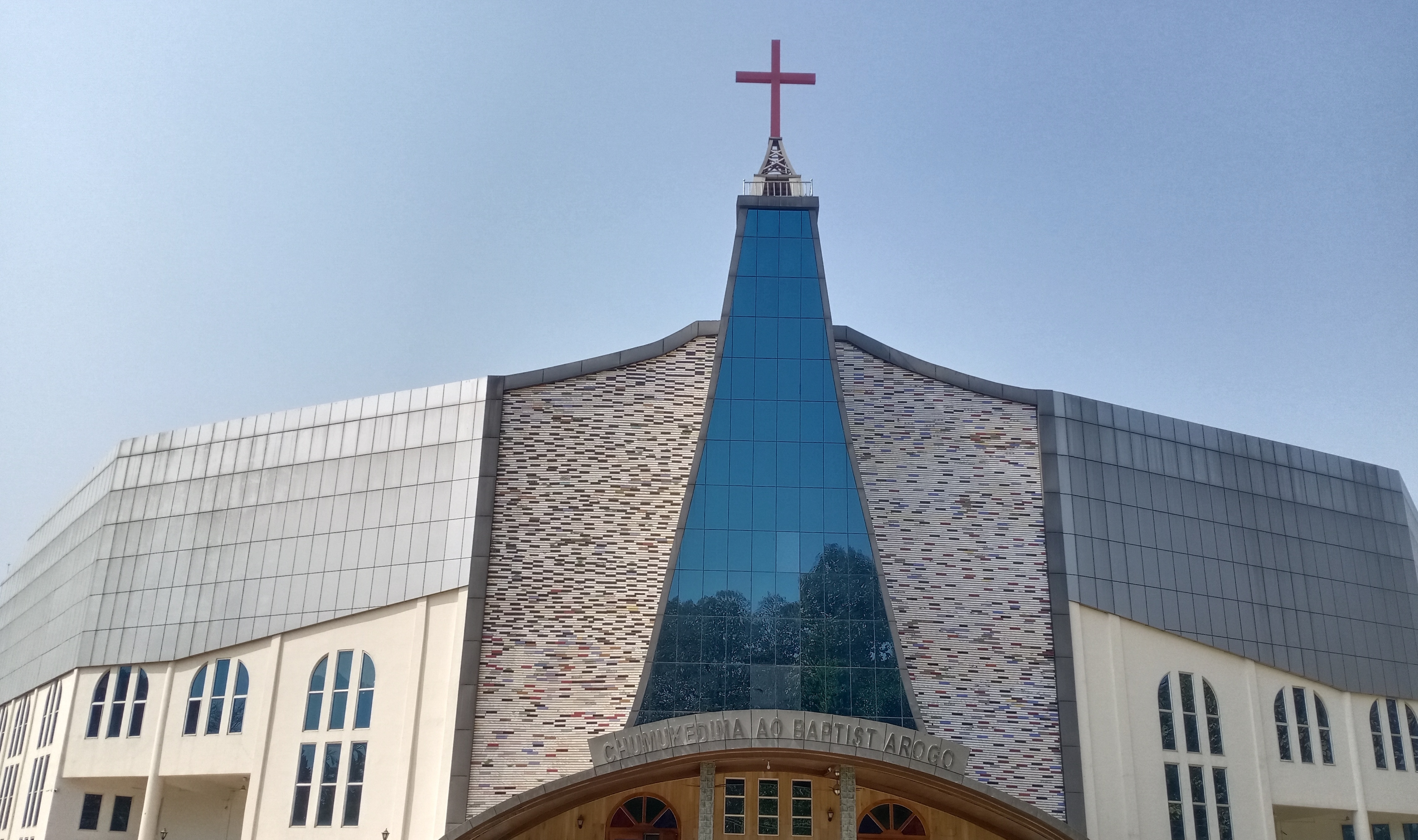
Edificio de la Iglesia Bautista Chumukedima Aaya, Kohima, afiliada al Concilio de la Iglesia Bautista de Nagaland (India).

Los lugares de culto se suelen llamar «edificios de iglesia» o «templos». En algunas megaiglesias, la palabra «campus» a veces se usa. La arquitectura de los lugares de culto se caracteriza principalmente por su sobriedad. La cruz latina es uno de los únicos símbolos espirituales que generalmente se pueden ver en el edificio de una iglesia evangélica y que identifica el lugar. Algunos servicios tienen lugar en teatros, escuelas o salas de usos múltiples, que se alquilan solo los domingos. Debido a su interpretación del segundo de los Diez Mandamientos, los evangélicos no tienen representaciones de material religioso como estatuas, iconos o pinturas en sus lugares de culto. Generalmente hay un bautisterio en el escenario del auditorio (también llamado santuario) o en una sala separada, para los bautismos por inmersión.
En algunos países del mundo que aplican sharia o comunismo, las aprobaciones gubernamentales por el culto son complejas para los evangélicos. Debido a la presencia de persecución de cristianos, las iglesias caseras evangélicas se han desarrollado. Por ejemplo, hay movimientos evangélicos de las iglesias caseras en China. Las reuniones tienen lugar en casas particulares, en secreto y en «ilegalidad».

## Educación

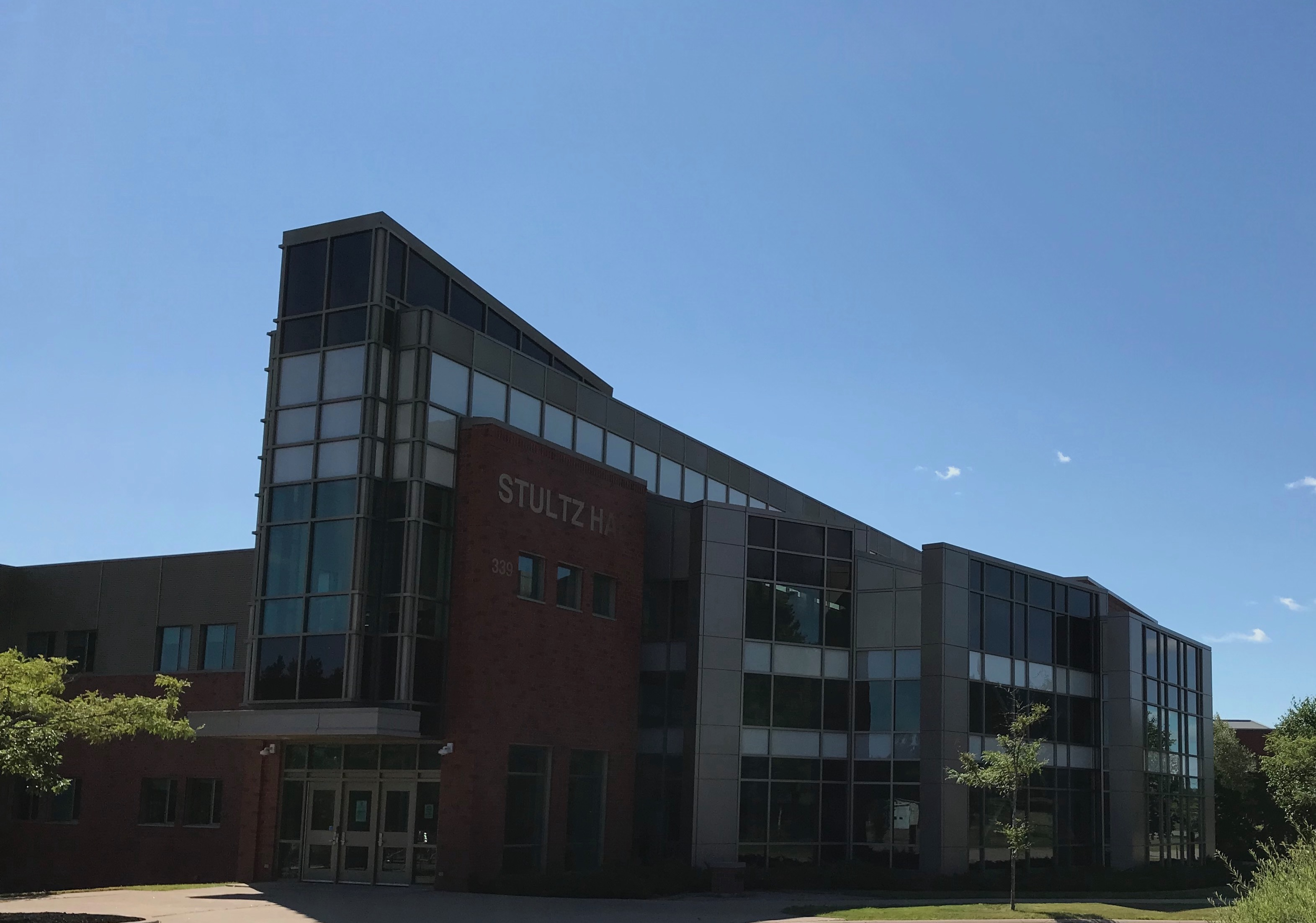
Universidad Crandall en Moncton, afiliada a Canadian Baptists of Atlantic Canada (Ministerios Bautistas Canadienses).

Las iglesias evangélicas han participado en el establecimiento de escuelas primarias y secundarias. También permitió el desarrollo de varios colegios bíblicos, colleges y universidades en los Estados Unidos durante el siglo XIX. Se han establecido otras universidades evangélicas en varios países del mundo.
El Consejo de Colegios y Universidades Cristianas fue fundado en 1976 por el Christian College Consortium, una organización universitaria cristiana evangélica estadounidense, bajo el nombre Coalition for Christian Colleges. En 1999 tenía 94 escuelas miembros y cambió su nombre por el de Consejo de Colegios y Universidades Cristianas. En 2023, CCCU tenía 185 miembros en 21 países. 150 estaban en los Estados Unidos y Canadá y 30 en otros 19 países.
La Asociación Internacional de Escuelas Cristianas fue fundada en 1978 por 3 asociaciones estadounidenses de escuelas cristianas evangélicas. Varias escuelas internacionales se han unido a la red. En 2023, tenía 25.000 escuelas en 100 países.
El Consejo Internacional para la Educación Teológica Evangélica tiene sus orígenes en un proyecto de redes regionales de institutos teológicos evangélicos en la década de 1970. En 1980, fue fundado oficialmente por la Comisión Teológica de la Alianza Evangélica Mundial. En 2023, tendría 850 escuelas miembros en 113 países.

## Ayuda humanitaria

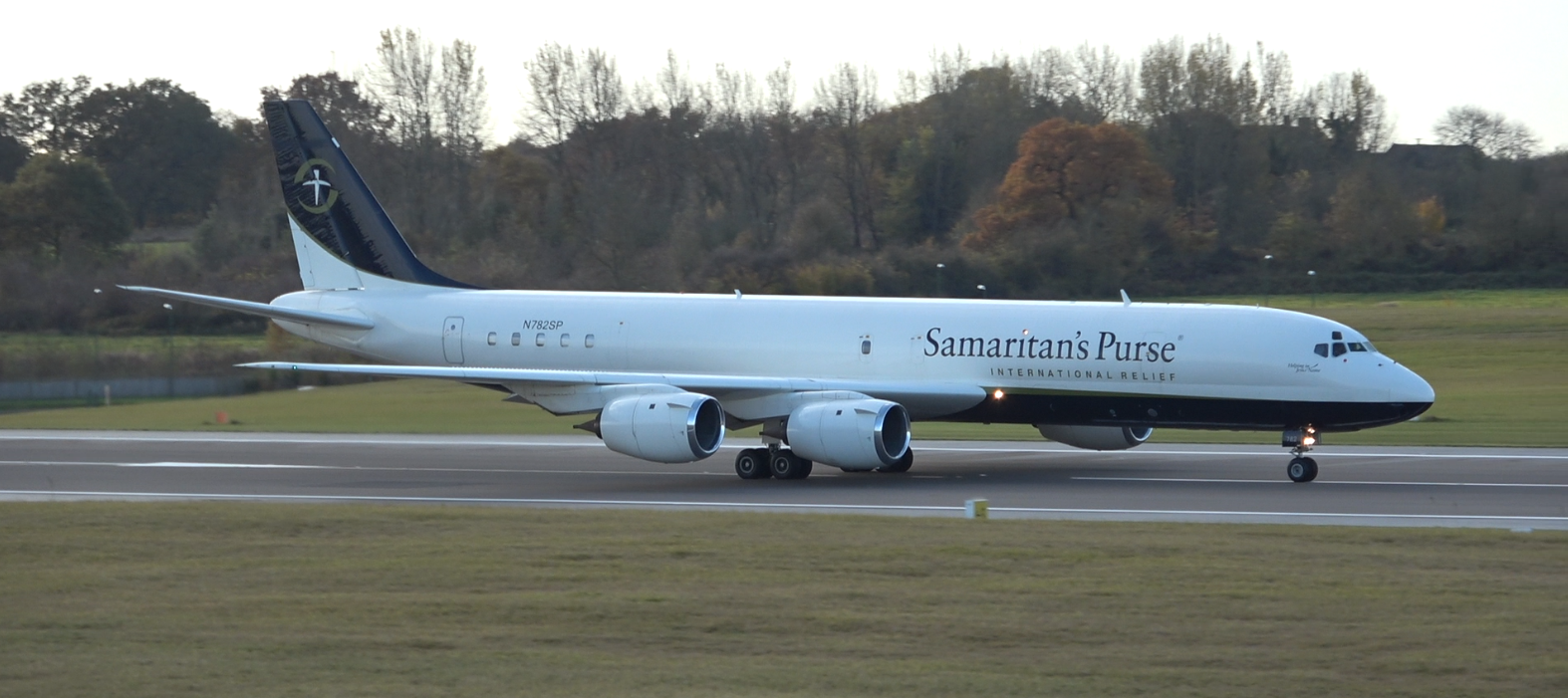
Uno de los aviones de Samaritan's Purse utilizados para el transporte de emergencia de necesidades básicas y trabajadores humanitarios en Birmingham, Inglaterra, 2019.

En la década de 1940, en los Estados Unidos, el neo-evangelicalismo desarrolló la importancia de la justicia social y las acciones humanitarias en las iglesias evangélicas. La mayoría de las organizaciones cristianas evangélicas humanitarias se fundaron en la segunda mitad del siglo XX. Entre aquellas con la mayoría de los países socios, existe la fundación de World Vision International (1950), Samaritan's Purse (1970), Mercy Ships (1978), Prison Fellowship International (1979), International Justice Mission (1997). Según el sociólogo Sébastien Fath, las iglesias cristianas evangélicas y las ONG a las que apoyan están desarrollando el espíritu empresarial humanitario internacional, cuyas políticas están teniendo cada vez más en cuenta.

## Estadísticas

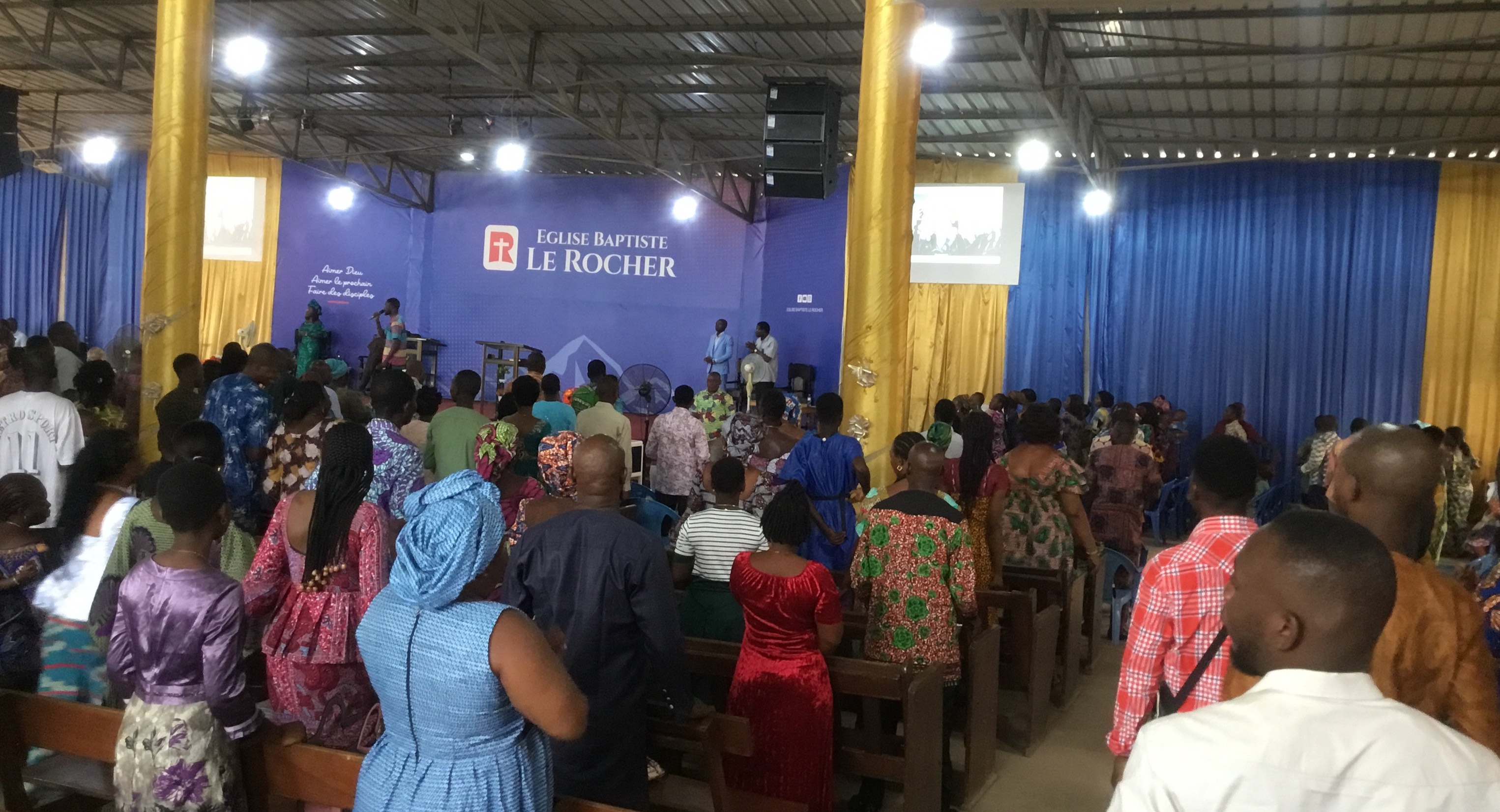
Servicio en la Iglesia Bautista la Roca de Lomé, miembro de la Convención Bautista de Togo.

De acuerdo con las cifras de la Alianza Evangélica Mundial, en 2015 había 600 millones de evangélicos en todo el mundo.
De acuerdo con un estudio de Pew Forum, la cifra en 2011 era de 285 millones, que representaban el 13,1 % de la población total de cristianos y el 4,1 % de la población mundial. Estas cifras no incluyen a las Iglesias evangélicas del movimiento pentecostal ni a las del movimiento neopentecostal (o carismático), cuyos miembros son unos 584 millones de personas. El estudio establece que la categoría de «evangélicos» no debe considerarse como una categoría separada de las categorías de «pentecostales» y «carismáticos», ya que algunos creyentes se consideran a sí mismos en ambos movimientos, y su Iglesia está afiliada a una asociación evangélica.
Según Sébastien Fath del CNRS (Centro Nacional para la Investigación Científica), en 2016 había 619 millones de evangélicos en el mundo, es decir, 1 de cada 4 cristianos, y en 2017, alrededor de 630 millones, lo que supone un aumento de 11 millones (las cifras incluyen a los pentecostales).

## Sexualidad

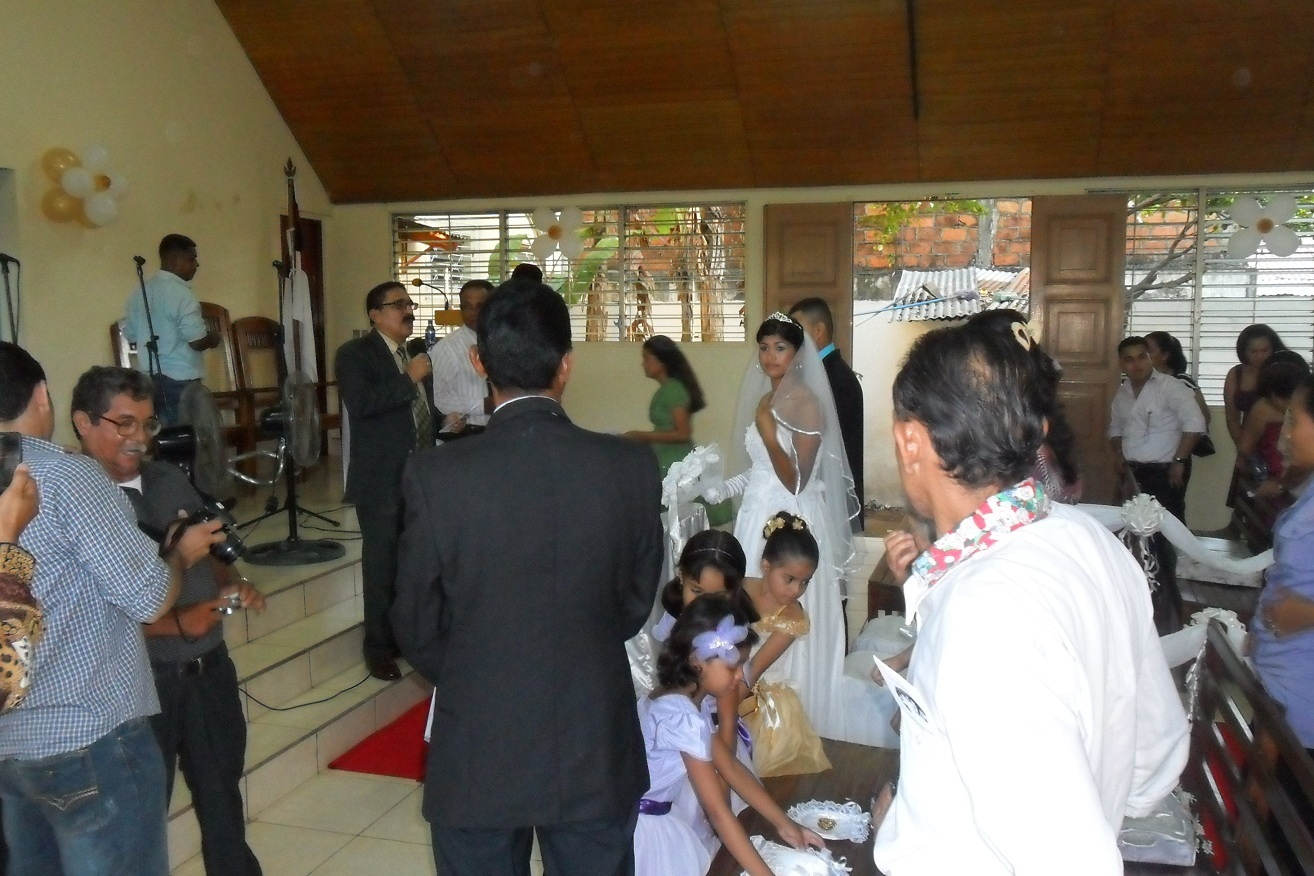
Ceremonia de boda en la Primera iglesia bautista de Rivas, Convención Bautista de Nicaragua, 2011.

En asuntos de  sexualidad, varias iglesias evangélicas promueven un pacto de pureza a los jóvenes cristianos evangélicos, quienes son invitados a comprometerse durante una ceremonia en público en abstinencia sexual hasta el matrimonio cristiano. Este pacto a menudo se simboliza con un anillo de castidad.
En algunas iglesias evangélicas, se alienta a los adultos jóvenes y las parejas solteras a casarse temprano para vivir una sexualidad según la voluntad de Dios.
Un estudio estadounidense de 2009 de la Campaña nacional para prevenir el embarazo adolescente y no planificado informó que el 80% de los jóvenes evangélicos solteros habían tenido relaciones y que el 42% estaban en una relación con el sexo, cuando fueron encuestados.
La mayoría de las iglesias cristianas evangélicas están en contra del aborto inducido y apoyan a las agencias de adopción y agencias de apoyo social para madres jóvenes. Organizaciones evangélicas como Focus on the Family están involucradas en el movimiento provida.
La masturbación es vista como prohibida por algunos pastores evangélicos debido a los pensamientos sexuales que pueden acompañarla. Sin embargo, algunos pastores evangélicos han señalado que la práctica ha sido erróneamente asociada con Onan por los eruditos, que no es pecado si no se practica con fantasías o compulsivamente, y que era útil en una pareja casada, si su pareja no tenía la misma frecuencia de necesidades sexuales.
Algunas iglesias evangélicas solo hablan de abstinencia sexual y no hablan de sexualidad en el matrimonio. Otras iglesias evangélicas hablan de sexualidad cristiana como un regalo de Dios y parte de un matrimonio cristiano cumplido, en mensajes en servicios o conferencias. Muchos libros y sitios web evangélicos están especializados en el tema. El libro El acto matrimonial: La belleza del amor sexual publicado en 1976 por el  pastor bautista Tim LaHaye y su esposa Beverly LaHaye fue pionera en el campo.
Las percepciones de la homosexualidad en las Iglesias evangélicas son variadas, las principales son  conservadora fundamentalista o  moderada,  liberal y neutral.
En cuanto a las posiciones  conservadoras  moderadas, aunque no aprueban las prácticas homosexuales, muestran simpatía y respeto por los homosexuales. Existen asociaciones evangélicas internacionales gay-friendly. Algunas asociaciones evangélicas han adoptado posiciones neutrales, dejando la opción a las iglesias locales de decidir por matrimonio igualitario.
El matrimonio cristiano es presentado por algunas iglesias como una protección contra la mala conducta sexual y un paso obligado para obtener un puesto de responsabilidad en la iglesia. Este concepto, sin embargo, ha sido desafiado por numerosos escándalos sexuales que involucran a líderes evangélicos casados. Finalmente, los teólogos evangélicos recordaron que el celibato debería ser más valorado en la Iglesia de hoy, ya que el don del celibato fue enseñado y vivido por Jesucristo y Pablo de Tarso.

## Controversias

### Críticas a la gestión interna

#### Desfalco
Desde la década de 1970, varios escándalos financieros de malversación de fondos han sido reportados en iglesias y organizaciones evangélicas. El Consejo Evangélico para la Responsabilidad Financiera fue fundado en 1979 para fortalecer la integridad financiera en las organizaciones e iglesias evangélicas que voluntariamente desean ser miembros y someterse a auditorías contables anuales.

#### Víctimas de violencia sexual, doméstica y psicológica
Algunas iglesias y organizaciones evangélicas han sido criticadas por víctimas de violación y violencia doméstica por su manejo silencioso de casos de abuso por parte de pastores o miembros. La falta de denuncia de abusos a la policía parece ser principalmente presente en iglesias que no son miembros de una asociación cristiana evangélica, o afiliadas a asociaciones que otorgan gran importancia a una gran autonomía de las iglesias.
La organización evangélica GRACE fue fundada en 2004 por el profesor bautista Boz Tchividjian para ayudar a las iglesias a combatir agresiones sexuales, abuso psicológico y abuso físico en organizaciones cristianas.

#### Derivas en promesas de sanidad
En el Pentecostalismo, las derivaciones acompañaron la enseñanza de la curación por la fe. En algunas iglesias, se ha observado el precio de la oración en contra de las promesas de curación. Algunos  pastores y  evangelistas han sido acusados de afirmar curaciones falsas. Las iglesias pentecostales que prohíben el uso de medicina han causado muertes evitables, lo que en ocasiones ha resultado en que los padres sean sentenciados a prisión por la muerte de sus hijos.  Algunas iglesias, en Estados Unidos o Nigeria, han desaconsejado a sus miembros vacunación, afirmando que es para los débiles en la fe y que con una confesión positiva, serían inmunes. Esta posición no es representativa de todas las iglesias evangélicas, como indica el documento «La curación milagrosa» publicado en 2015 por el Consejo Nacional de Evangélicos de Francia, que menciona que la medicina es uno de los dones que Dios hizo a los humanos. Las iglesias y ciertas organizaciones evangélicas  humanitarias también participan en programas de salud médica. Muchas iglesias evangélicas también han albergado centros de vacunación.

#### Teología de la prosperidad
Una doctrina particularmente controvertida en las iglesias evangélicas es la de la teología de la prosperidad, que se difundió en los años 1970 y 1980 en los Estados Unidos, principalmente por televangelistas Pentecostales y carismáticos. Esta doctrina se centra en la enseñanza de la fe cristiana como un medio para enriquecerse financiera y materialmente, a través de una «confesión positiva» y una contribución a los ministerios cristianos. Promesas de sanidad divina y prosperidad está garantizada a cambio de ciertas cantidades de donaciones. Algunos pastores amenazan a los que no diezman con maldiciones, ataques del demonio y pobreza. A menudo asociado con el diezmo obligatorio, esta doctrina a veces se compara con un negocio religioso. En 2012, el Consejo Nacional de los Evangélicos de Francia publicó un documento denunciando esta doctrina, mencionando que la prosperidad sí era posible para un creyente, pero que esta teología llevada al extremo conduce al materialismo y a la idolatría, que no es el propósito del evangelio. Los pastores pentecostales que se adhieren a la teología de la prosperidad han sido criticados por los periodistas por su estilo de vida bling-bling (ropa de lujo, casas grandes, autos de alta gama, avión privado, etc.).

#### Presiones financieras
Las ofrendas y el diezmo ocupan mucho tiempo en los servicios. Las colectas de ofrendas son múltiples o separadas en varios canastos o sobres con el fine de estimular las contribuciones de los fieles. Iglesias evangélicas que hacen del diezmo una práctica obligatoria y supervisada, fueron demandadas por tácticas de presión psicológica.

#### Responsabilidad externa y control del abuso de poder
En 2018, el profesor estadounidense Scot McKnight del Northern Baptist Theological Seminary criticó a las mega iglesias evangélicas por la débil relación de responsabilidad externa de sus líderes al no ser miembros de una asociación cristiana, exponiéndolos aún más al abuso de poder.

### Críticas a la influencia política y social

#### Promoción del individualismo
En 2011, el profesor evangélico estadounidense Ed Stetzer atribuyó al individualismo la razón del aumento en el número de iglesias evangélicas que afirman ser cristianismo no confesional.

#### Baja sensibilidad a las injusticias sociales
En 2018, el teólogo bautista Russell D. Moore criticó a algunas Iglesias bautistas estadounidenses por su moralismo enfatizando fuertemente la condenación de ciertos pecados personales, pero en silencio sobre las injusticias sociales que hacen sufrir a poblaciones enteras, como el racismo. En 2020, la Fraternidad Bautista de América del Norte, una región de la Alianza Mundial Bautista, se comprometió oficialmente con la injusticia social y se pronunció en contra de la discriminación institucional en el sistema judicial estadounidense.

#### Evangelismo
El hecho de que los evangélicos hacen evangelismo y hablan sobre su fe en público es a menudo criticado por los medios y asociado con proselitismo. Según los evangélicos, la libertad de culto y la libertad de expresión les permite hablar sobre su fe como cualquier otra cosa. Las películas cristianas producidas por productoras evangélicas estadounidenses también son regularmente asociado con proselitismo.
Según Sarah-Jane Murray, profesora de escritura de guiones en la Universidad de Baylor y colaborador de la Comisión Cristiana de Cine y Televisión de EE. UU., las películas cristianas son obras de arte, no proselitismo. Para Hubert de Kerangat, gerente de comunicaciones de Saje distribution, distribuidor de estas películas cristianas americanas en Francia, si las películas cristianas son «prosélitos», todas las películas son «prosélitos», ya que cada película transmite un mensaje, ya sea que el espectador sea libre de aprobarlo o no.